# Wet ammoniak en veehouderij
De Wet ammoniak en veehouderij (Wav) was een Nederlandse wet, die op 8 mei 2002 in werking is getreden die onder andere de vestiging en uitbreiding van veehouderijen nabij kwetsbare natuurgebieden regelt.
De Wav is voorafgegaan door een reeks andere vormen van regels. In 1981 was in de Hinderwet, die de vergunninglening voor de vestiging van bedrijven beschrijft, een mogelijkheid opgenomen om ammoniakuitstoot als criterium op te nemen in de vergunningverlening. In 1987 kwam de eerste echte voorloper van de Wav: de Richtlijn Ammoniak en Veehouderij. Hiervan verscheen in 1991 een tweede versie.
Van 1994 tot 2002 was de Interimwet ammoniak en veehouderij (Iav) van kracht.
De verplichting dierlijke mest emissiearm uit te rijden door deze te injecteren maakt geen deel uit van deze wet, maar is geregeld in het Besluit gebruik meststoffen.
Per 1 januari 2024 is de Wav vervallen. De bepalingen zijn opgenomen in de nieuwe Omgevingswet.